# Houghton and Ensign
La Claudet & Houghton o Houghton o Houghton and Ensign è stata una azienda britannica che ha prodotto strumenti per fotografia e cinematografia.

## Storia
Fondata nel 1834 da George Houghton e Antoine Claudet, successivamente l'azienda ha avuto diverse operazioni di fusione che hanno portato numerosi cambiamenti di nome.
George Houghton & Son (1867-1892), George Houghton & Sons fino al 1903, George Houghton & Sons Ltd. fino alla sua fusione con Holmes Bros., AC Jackson, Spratt Bros. e Joseph Levi & Co. Nel 1904 diventa Houghton Ltd, poi fino al 1926 diventerà Houghton - Butcher Manufacturing Co. Ltd.. Nel 1930 diventa Ensign (Stella).
La Ensing produsse una vasta gamma di fotocamere di successo. Nel 1945 divenne Barnet Ensign Ltd., poi e Barnet Ensign Ross Ltd. nel 1948; quindi nel 1954 divenne Ross – Ensign Ltd. suo ultimo nome mantenuto fino alla sua chiusura avvenuta nel 1961.

## Prodotti
I modelli prodotti sono moltissimi.

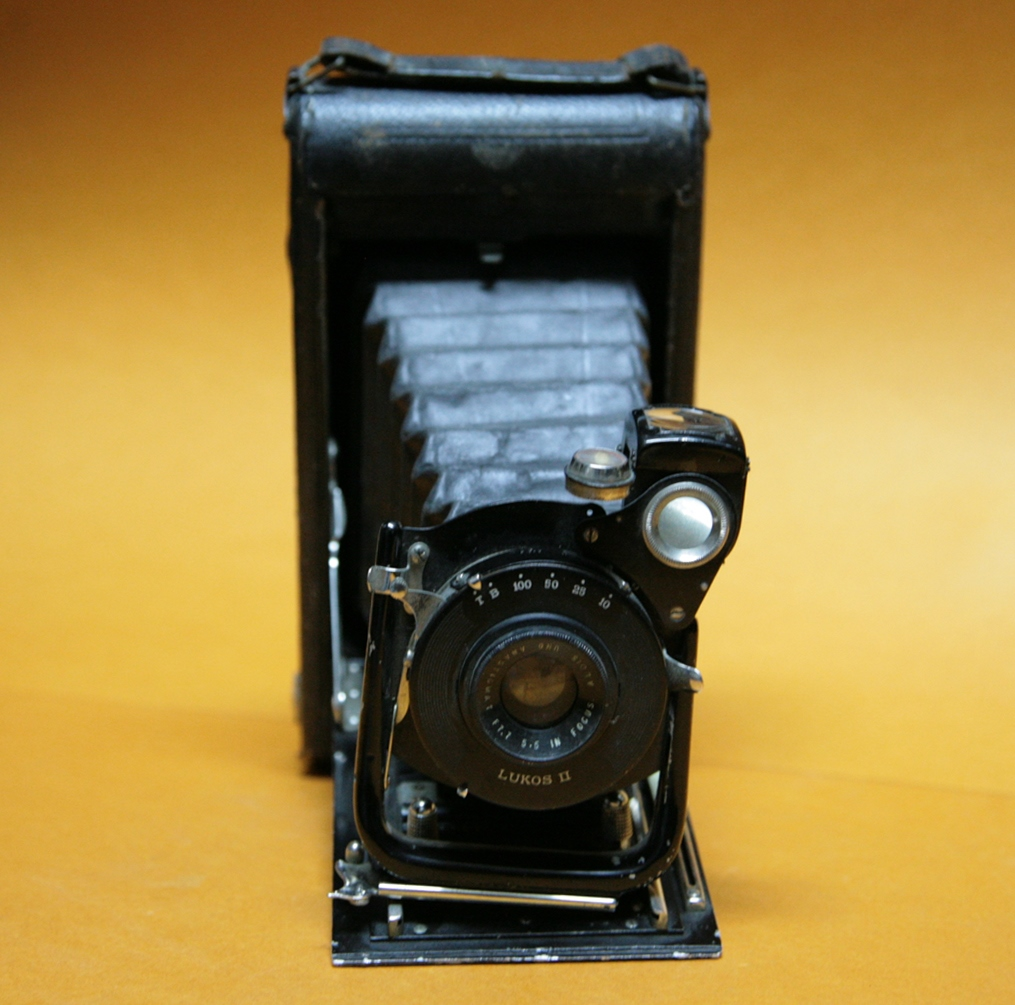
Ensing 1920 obbiettivo lukos II
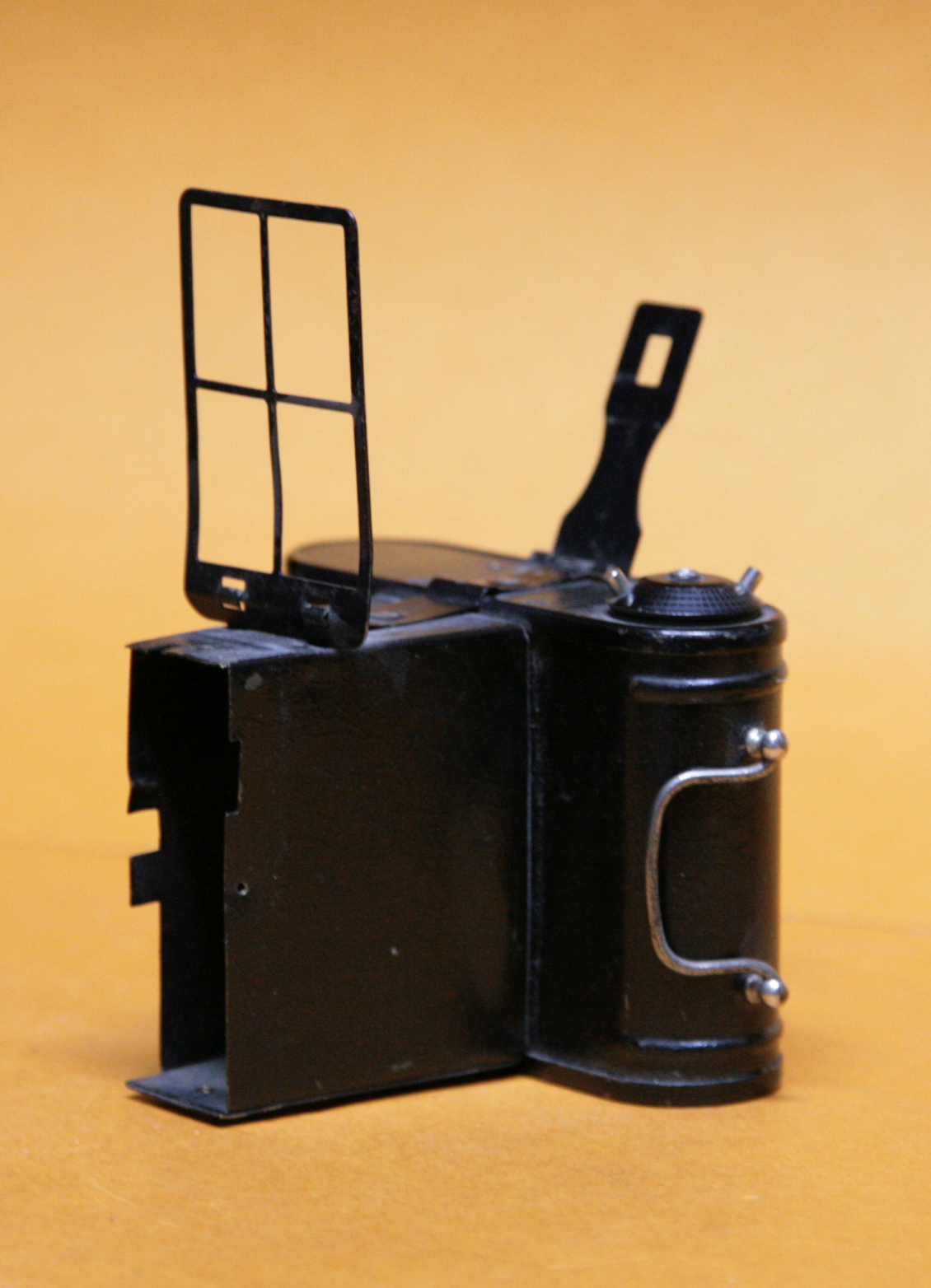
Houghton and Ensign - Mod.cupid 1922-1928 pellicola 120 film, formato 4x6, camera in metallo di vari colori tipo viewfinder, priva di obiettivo.